# Okres Havlíčkův Brod
Havlíčkův Brod (Duits: Deutschbrod) is een district (Tsjechisch: Okres) in de Tsjechische regio Vysočina. De hoofdstad is Havlíčkův Brod. Het district bestaat uit 120 gemeenten (Tsjechisch: Obec).

## Lijst van gemeenten
De obce (gemeenten) van de okres Havlíčkův Brod. De vetgedrukte plaatsen hebben stadsrechten. De cursieve plaatsen zijn steden zonder stadsrechten (zie: vlek).
Bačkov - Bartoušov - Bělá - Bezděkov - Bojiště - Boňkov - Borek - Břevnice - Čachotín - Čečkovice - Česká Bělá - Číhošť - Dlouhá Ves - Dolní Krupá - Dolní Město - Dolní Sokolovec - Druhanov - Golčův Jeníkov - Habry - Havlíčkova Borová - Havlíčkův Brod - Herálec - Heřmanice - Hněvkovice - Horní Krupá - Horní Paseka - Hradec - Hurtova Lhota - Chotěboř - Chrtníč - Chřenovice - Jedlá - Jeřišno - Jilem - Jitkov - Kámen - [[ Kamenná Lhota (Havlíčkův Brod)|Kamenná Lhota]] - Klokočov - Knyk - Kochánov - Kojetín - Kouty - Kozlov - Kožlí - Kraborovice - Krásná Hora - Krátká Ves - Krucemburk - Kunemil - Květinov - Kyjov - Kynice - Lány - Ledeč nad Sázavou - Leškovice - Leština u Světlé - Libice nad Doubravou - Lípa - Lipnice nad Sázavou - Lučice - Malčín - Maleč - Michalovice - Modlíkov - Nejepín - Nová Ves u Chotěboře - Nová Ves u Leštiny - Nová Ves u Světlé - Okrouhlice - Okrouhlička - Olešenka - Olešná - Ostrov - Oudoleň - Ovesná Lhota - Pavlov - Podmoklany - Podmoky - Pohled - Pohleď - Prosíčka - Přibyslav - Příseka - Radostín - Rozsochatec - Rušinov - Rybníček - Sázavka - Sedletín - Skorkov - Skryje - Skuhrov - Slavětín - Slavíkov - Slavníč - Sloupno - Služátky - Sobíňov - Stříbrné Hory - Světlá nad Sázavou - Šlapanov - Štoky - Tis - Trpišovice - Uhelná Příbram - Úhořilka - Úsobí - Vepříkov - Veselý Žďár - Věž - Věžnice - Vilémov - Vilémovice - Víska - Vlkanov - Vysoká - Zvěstovice - Ždírec - Ždírec nad Doubravou - Žižkovo Pole
Havlíčkův Brod · Jihlava · Pelhřimov · Třebíč · Žďár nad Sázavou